# Селлия-Марина
Селлия-Марина (итал. Sellia Marina) — коммуна в Италии, располагается в регионе Калабрия, подчиняется административному центру Катандзаро.
Население составляет 5764 человека, плотность населения составляет 141,1 чел./км². Занимает площадь 40,9 км². Почтовый индекс — 88050. Телефонный код — 0961.
Покровителем коммуны почитается святитель Николай, Мирликийский Чудотворец, празднование 7 мая и 25 мая.